# Port lotniczy Guapi
Port lotniczy Guapi (IATA: GPI, ICAO: SKGP) – port lotniczy położony w Guapi, w departamencie Cauca, w Kolumbii.